# Рудольф Австрійський
Рудольф Австрійський (повне ім'я: Рудольф Зірінґус Петер Карл Франц Йозеф Роберт Отто Антоній Марія Пій Бенедикт Ігнатій Лаврентій Юстиніан Маркус д'Авіано, нім. Rudolph Syringus Peter Karl Franz Joseph Robert Otto Antonius Maria Pius Benedikt Ignatius Laurentius Justiniani Marcus d’Aviano; 5 вересня 1919, Пранжен, Швейцарія — 15 травня 2010, Брюссель, Бельгія) — син останнього австрійського імператора Карла I Габсбурга та імператриці Зіти Бурбон-Пармської.

## Життєпис

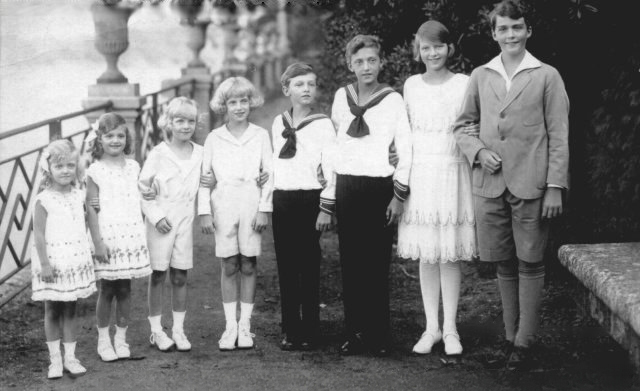
Діти Карла I та Зіти Бурбон-Пармської. Ерцгерцог Рудольф третій зліва. Фотографія близько 1926 року

Рудольф фон Габсбург народився 5 вересня 1919 року в громаді Пранжен у Швейцарії. Син останнього австро-угорського імператора Карла I та Зіти Бурбон-Пармської. Названий на честь австрійського герцога Рудольфа IV. Дитинство провів у вигнанні разом з родиною, зокрема на острові Мадейра. Після смерті Карла I 1922 року родина жила в Бельгії. Після початку німецького вторгнення в Бельгію 1940 року сім'я на чолі з імператрицею Зітою переїхала до Канади, де Рудольф вивчав економіку та соціальні науки в університеті Лаваля в Квебеку.
Як стверджували члени родини Габсбургів, Рудольф під псевдонімом від імені Армії США воював в Австрії під час Другої світової війни в рамках Руху Опору. Після війни Рудольф працював у фінансовій компанії на Волл-стріт у Нью-Йорку, керував кавовою плантацією в Бельгійському Конго, а згодом був директором банку в Бельгії.
У березні 1970 року Рудольф підписав контракт на будівництво родинного склепу Габсбургів у каплиці Лорето монастиря Мурі у Швейцарії. Після смерті 1989 року матері, Зіти Бурбон-Пармської, ерцгерцог Рудольф домігся бальзамування та поховання її серця в цьому склепі.
1979 року Рудольф фон Габсбург подав до Верховного адміністративного суду Австрії позов стосовно Габсбурзького закону від 3 квітня 1919 року, що забороняв членам родини Габсбургів перебувати на території Австрії. Рудольф доводив, що оскільки він народився після припинення правління Габсбургів в Австрії, норми цього закону на нього не поширюються. 11 лютого 1980 року суд виніс рішення на користь позивача.
Рудольф фон Габсбург помер 15 травня 2010 року в Брюсселі. Його поховали в склепі в монастирі Мурі у Швейцарії.

## Шлюб та діти
22 червня 1953 року в селищі Таксідо-Парк штату Нью-Йорк ерцгерцог Рудольф одружився з російською графинею Ксенією Сергіївною Чернишовою-Безобразовою. У шлюбі народилося четверо дітей:
- Марія Анна (нар. 19 травня 1954);
- Карл Петер (нар. 5 листопада 1955);
- Симеон Кал Ойген Йозеф Леопольд (нар. 29 червня 1958);
- Йоганн Карл (11 грудня 1962 — 29 червня 1975).

20 вересня 1968 року в місті Суаньї в Бельгії сталася автокатастрофа, в якій ерцгерцогиня Ксенія загинула, а Рудольф фон Габсбург зазнав важких ушкоджень.
15 жовтня 1971 року в Еллінгені, Баварія, ерцгерцог Рудольф одружився з принцесою Анною Габріелою фон Вреде. У шлюбі народилася дочка Катаріна-Марія (нар. 14 вересня 1972).